# Municipio de Freedom (condado de LaSalle)
El municipio de Freedom (en inglés: Freedom Township) es un municipio ubicado en el condado de LaSalle en el estado estadounidense de Illinois. En el año 2010 tenía una población de 663 habitantes y una densidad poblacional de 6,85 personas por km².

## Geografía
El municipio de Freedom se encuentra ubicado en las coordenadas 41°29′57″N 88°52′33″O / 41.49917, -88.87583. Según la Oficina del Censo de los Estados Unidos, el municipio tiene una superficie total de 96.77 km², de la cual 96,77 km² corresponden a tierra firme y (0 %) 0 km² es agua.

## Demografía
Según el censo de 2010, había 663 personas residiendo en el municipio de Freedom. La densidad de población era de 6,85 hab./km². De los 663 habitantes, el municipio de Freedom estaba compuesto por el 98,34 % blancos, el 0,15 % eran amerindios, el 0,45 % eran asiáticos y el 1,06 % eran de una mezcla de razas. Del total de la población el 0,6 % eran hispanos o latinos de cualquier raza.